# Centruroides schmidti
Espèce
Centruroides schmidti est une espèce de scorpions de la famille des Buthidae.

## Distribution
Cette espèce se rencontre au Honduras dans les départements de Cortés, d'Atlántida, de Francisco Morazán et des Islas de la Bahía et au Guatemala dans les départements de Zacapa et d'El Progreso,.

## Description
Le mâle holotype mesure 32 mm et la femelle paratype 37,35 mm.
Les mâles mesurent de 35,3 à 47,9 mm et les femelles de 33,3 à 34,9 mm.

## Étymologie
Cette espèce est nommée en l'honneur de Karl Patterson Schmidt.

## Publication originale
- Sissom, 1995 : « Redescription of the scorpion Centruroides thorelli Kraepelin (Buthidae) and description of two new species. » Journal of Arachnology, vol. 23, no 2, p. 91-99 (texte intégral).